# 2011年夏季世界大学生运动会南非代表团

南非代表团旗帜

2011年夏季世界大学生运动会南非代表团一行117人，共獲得2面金牌、2面銀牌、3面銅牌，總成績第24名。

## 奖牌榜
| 名次 | 代表团 | 金牌 | 银牌 | 铜牌 | 总数 |
| ---- | ------ | ---- | ---- | ---- | ---- |
| 24   | 南非   | 2    | 2    | 3    | 7    |

## 奖牌获得者

### 金牌
1. 女子标枪：苏内特·斯特拉·维吉卓恩
2. 男子4×100米接力

### 银牌
1. 男子10000米：莫克卡
2. 男子200米决赛：图索

### 铜牌
1. 女子标枪：吉尔·贾斯丁·罗伯森
2. 射击-女子50米步枪卧射个人赛：沃洛克
3. 男子4×400米接力：